# حبيل الشعب الاسود (الملاح)

تعديل مصدري - تعديل

حبيل الشعب الأسود هي إحدى قرى عزلة الملاح بمديرية الملاح التابعة لمحافظة لحج، بلغ تعداد سكانها 74 نسمة حسب تعداد اليمن لعام 2004.